# Isolator (Hochfrequenztechnik)
Ein Isolator ist in der Hochfrequenztechnik ein passives Zweitor, welches eine in einem Wellenleiter geführte Mikrowelle nur in einer Richtung passieren lässt. Er wird unter anderem bei Hohlleitern eingesetzt, um reflektierte Wellenanteile zufolge einer Fehlanpassung, beispielsweise bei einer Antennenankopplung, zu blockieren.

## Allgemeines

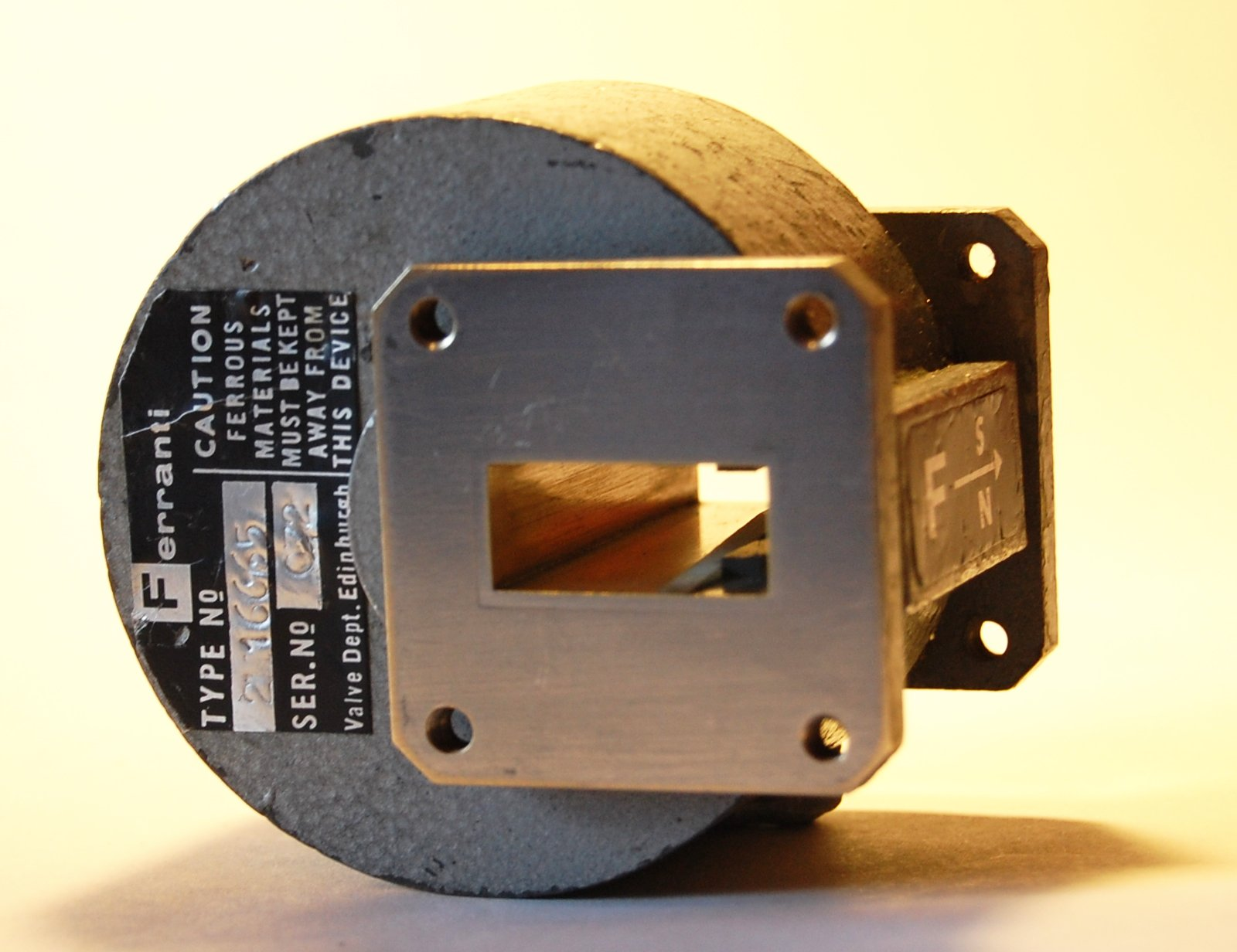
Isolator basierend auf der Resonanzabsorption mit einem Ferrit und einen außen angebrachten Dauermagneten. Die TE-Welle im Hohlleiter kann nur in der am rechten Schild markierten Pfeilrichtung durchlaufen

Ein Isolator ist aufgrund seiner asymmetrischen Eigenschaft ein nicht reziprokes Element mit einer nicht symmetrischen Streumatrix. Als idealer Isolator lässt er das Signal nur vom Tor 1 zu Tor 2 passieren, in der Gegenrichtung von Tor 2 zu Tor 1 wird das Signal absorbiert und nicht durchgeleitet. Die Parameter der beschreibenden Streumatrix {\displaystyle S_{i}} des Isolators haben dann folgende Form:
{\displaystyle S_{i}={\begin{pmatrix}0&0\\1&0\end{pmatrix}}}
Die nicht reziproke Eigenschaft lässt sich bei Mikrowellen mit Hilfe eines Ferrits herstellen, welcher zusätzlich durch ein Gleichmagnetfeld, üblicherweise in Form eines Dauermagneten, magnetisch vorgespannt wird. Der Ferrit wird in einem Stück des Hohlleiters angeordnet, die bei technisch genutzten rechteckigen Hohlleitern verwendeten transversal-elektrische Wellen (TE-Wellen) im Modus TE10 weisen dabei eine Rotation im magnetischen Feld in der Ebene normal zum äußeren Gleichmagnetfeld auf. Je nach Drehsinn der magnetische Feldkomponente, der Drehsinn ist abhängig von der Ausbreitungsrichtung, tritt dabei im Ferrit eine Resonanzabsorption auf. In umgekehrter Durchlaufrichtung tritt dieses Absorption nicht auf und die TE-Welle kann den Isolator passieren.
Bei größeren Leistungen in Isolationsrichtung kann die Kühlung des Ferrits ein konstruktives Problem sein, da die absorbierte Welle im Ferrit in Wärme umgesetzt wird.

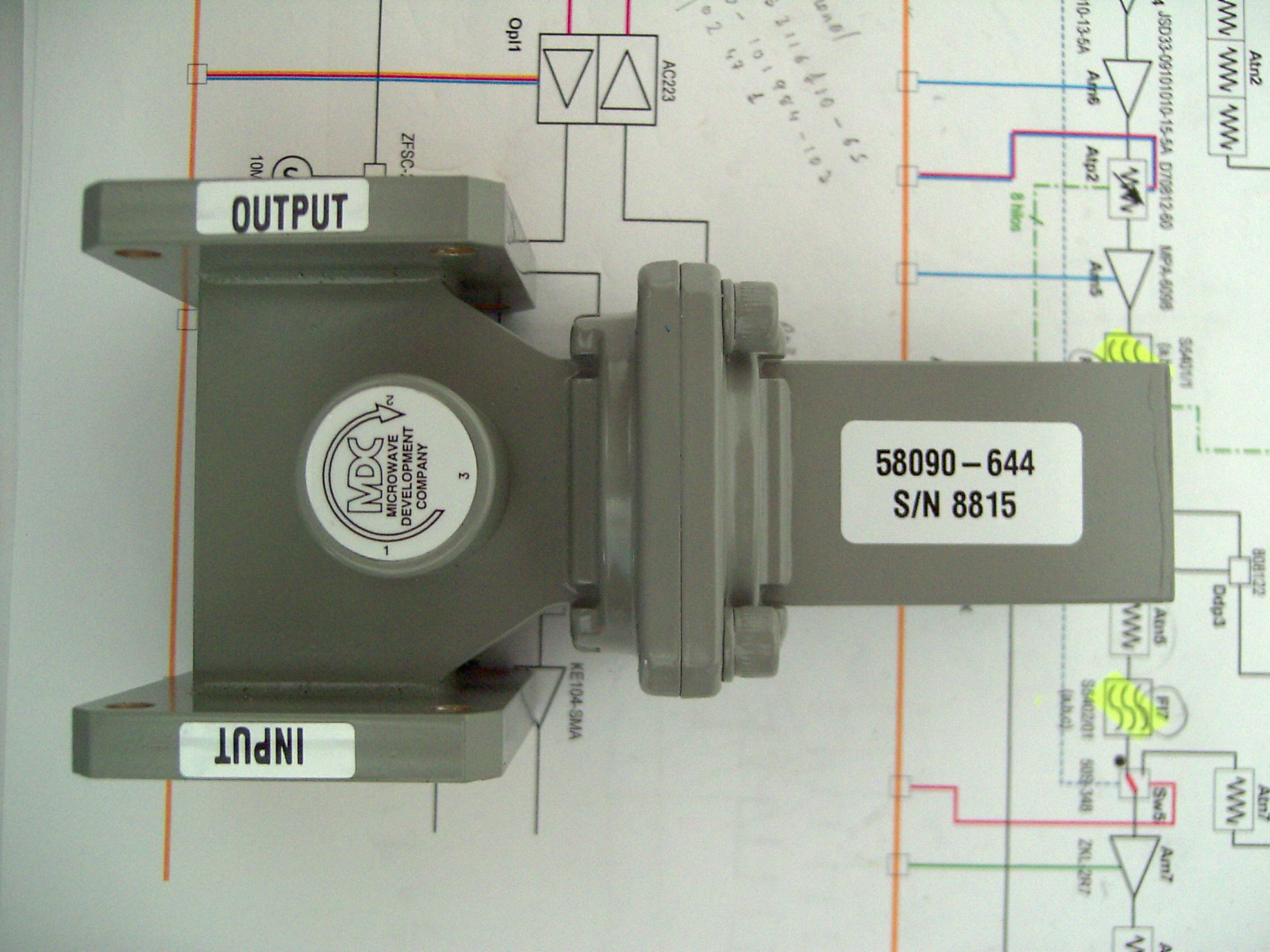
Zirkulator mit drei Toren und Wellensumpf (rechts), Betrieb als Isolator

Eine weitere Methode einen Isolator aufzubauen besteht darin einen Zirkulator einzusetzen. Zirkulatoren mit drei symmetrischen Toren weisen folgende Streumatrix {\displaystyle S_{z}} auf:
{\displaystyle S_{z}={\begin{pmatrix}0&0&1\\1&0&0\\0&1&0\end{pmatrix}}}
Durch Abschluss eines beliebigen Tors mit der Wellenimpedanz, beispielsweise mit einem Wellensumpf, ergibt sich die obige Streumatrix {\displaystyle S_{i}} und die Funktion des Isolators.